# Solstice Wood
Solstice Wood este un roman fantasy din 2006 al scriitoarei americane Patricia A. McKillip, continuarea romanului ei din 1996 Winter Rose. A câștigat în 2007 Premiul Mythopoeic Fantasy pentru literatură pentru adulți.

## Rezumat
Ca vânzătoare de cărți în California, Sylva Lynn are o viață confortabilă departe de familia ei. Dar după ce a aflat că bunicul ei a murit, ea se întoarce fără tragere de inimă la New York pentru înmormântare. Când vechea magie care le protejează casa de zâne eșuează, verișoara Sylvei este răpită și înlocuită cu un schimbător. La fel ca ruda ei Rois Melior, eroina din Winter Rose, doar Sylva, care este pe jumătate zână, este capabilă să treacă granița spre celălalt tărâm pentru a o salva și a aduce din nou pacea în casa lor ancestrală.

## Premii
- Premiul Mythopoeic de Fantezie din 2007 pentru literatură pentru adulți